# Michele Di Tolve
Michele Di Tolve (ur. 19 maja 1963 w Mediolanie) – włoski duchowny katolicki, biskup pomocniczy diecezji rzymskiej od 2023.

## Życiorys

### Prezbiterat
Święcenia kapłańskie otrzymał 10 czerwca 1989 i został inkardynowany do archidiecezji mediolańskiej. Przez kilkanaście lat pracował duszpastersko. W 2007 został kierownikiem kurialnego urzędu ds. nauczania religii, a w 2014 objął kierownictwo w mediolańskim seminarium. Od 2020 był proboszczem dwóch parafii w mediolańskiej dzielnicy Passirana.

### Episkopat
26 maja 2023 papież Franciszek mianował go biskupem pomocniczym diecezji rzymskiej, ze stolicą tytularną Horrea. 5 lipca 2023 mianował go też rektorem Papieskiego Wyższego Seminarium Duchownego Rzymu.
Święcenia biskupie otrzymał 2 września 2023 w Katedrze w Mediolanie. Głównym konsekratorem był abp Mario Delpini, metropolita mediolański, a współkonsekratorami kard. Angelo De Donatis, wikariusz generalny diecezji rzymskiej i Luca Raimondi, biskup pomocniczy archidiecezji mediolańskiej. 